# Dyspessa salicicola
Dyspessa salicicola — вид лускокрилих комах родини червиць (Cossidae).

## Поширення
Вид поширений в Південно-Східній Європі, Західній та Середній Азії. Присутній у фауні України.

## Опис
Довжина передніх крил становить 9–14 мм у самців і 9–15 мм у самиць. Передні крила жовті з рядком з чотирьох або п'яти темних круглих плям у постдискальній області. Задні крила сірі. Самиці з довгим висувним яйцекладом.

## Підвиди
- Dyspessa salicicola salicicola
- Dyspessa salicicola aschabadensis Daniel, 1962 (Центральна Азія)